# 柳毛站
柳毛站，位于中华人民共和国黑龙江省鸡西市恒山区柳毛乡柳毛村，是城鸡铁路上的火车站，建于1925年，由哈尔滨铁路局管辖。

## 車站周邊
- 鸡东生态园

## 歷史
- 建于1925年。

## 外部連結
- 中国铁路客户服务中心 （页面存档备份，存于）